# Struktura organizacyjna polskiej dywizji zmechanizowanej w 1949
Ordre de Bataille Dywizji Zmechanizowanej z 1949 r  - etaty 2/119-2/128 i 4/55  typ „A”

## Organizacja
Dowództwo Dywizji: (67+10)
- dowództwo (dca dywizji i jego zastępcy)
- sztab: 
  - wydział I organizacyjno-wyszkoleniowy
  - wydział II wywiadowczy
  - wydział III łączności,
  - wydział IV organizacyjno-ewidencyjny,
  - wydział V łączności specjalnej
- wydział polityczny
- wydział techniczny
- dowódca artylerii dywizyjnej ze sztabem
- wydział uzbrojenia
- szef służby inżynieryjno-saperskiej
- szef służby chemicznej
- szef służby zdrowia
- kwatermistrzostwo
- wojskowa prokuratura dywizyjna
- 2 x Pułki Zmechanizowane (1786), 
  - 3 x bataliony strzeleckie,
    - 3 x kompanie strzeleckie,
      - 3 x plutony strzeleckie

    - kompania ciężkich karabinów maszynowych,
      - 3 x pluton ckm

    - kompania moździerzy 
      - 3 x pluton moździerzy

    - pluton łączności
    - pluton armat z 2 armatami 57 mm ZIS-2
    - drużyna naprawcza

  - batalion czołgów, liczący 31 czołgów T-34-85
    - 3 x kompanie czołgów z 10 czołgami T-34-85
    - drużyna techniczna z 1 ciągnikiem pancernym T-34T

  - dywizjon artylerii, z 12 armatami 76 mm ZIS-3
  - batalion szkolny
  - bateria moździerzy z 6 moździerzami 120 mm
  - kompania rozpoznawcza 
    - pluton zwiadu,
    - pluton samochodów pancernych z 5 samochodami pancernymi BA-64,
    - pluton motocykli i regulacji ruchu

  - kompania saperów
  - kompania łączności
  - kompania technicznego zaopatrzenia
  - pluton obrony przeciwchemicznej
  - kwatermistrzostwo
  - izba chorych
- Pułk Czołgów (789) 
  - 2 x bataliony czołgów, każdy 31 czołgów T-34-85, 
    - 3 x kompanie czołgów z 10 czołgami T-34-85
    - drużyna techniczna z 1 ciągnikiem pancernym T-34T

  - batalion artylerii pancernej, liczący 19 dział pancernych ISU-122
    - 2 x kompanie dział pancernych z 9 działami pancernymi ISU-122
    - drużyna techniczna

  - kompania dowodzenia
    - pluton łączności
    - pluton saperów
    - pluton komendancki z dwoma czołgami T-34-85

  - kompania technicznego zaopatrzenia,
    - pluton remontowy,
    - pluton transportowy

  - kwatermistrzostwo
  - izba chorych
- Pułk Artylerii Lekkiej (947)
  - bateria dowodzenia
  - 2 x dywizjony artylerii haubic liczące 24 haubice 122 mm, w składzie:
    - 3 x baterie artylerii haubic z 4 haubicami 122 mm

  - dywizjon artylerii armat liczący 12 armat 76 mm ZIS-3
    - 3 x baterie artylerii armat z 4 armatami 76 mm ZIS-3

  - pułkowa szkoła podoficerska z 2 haubicami 122 mm, 4 armatami 76 mm ZIS-3, 1 armatą 57 mm ZIS-2
  - izba chorych
  - kwatermistrzostwo
  - służby techniczne z sekcją techniczną, warsztatami i magazynami artyleryjskim i łączności
- Pułk Moździerzy (685) liczący 42 moździerze 120 mm
  - pluton dowodzenia
  - 2 x  dywizjony moździerzy
  - pułkowa szkoła podoficerska
  - izba chorych
  - kwatermistrzostwo
  - służby techniczne z sekcją techniczną, warsztatami i magazynami artyleryjskim i łączności
- Batalion Rozpoznawczy (318)
  - pluton dowodzenia
  - pluton saperów
  - kompania motocyklistów
  - kompania czołgów średnich z 10 czołgami średnimi T-34-85
  - kompania piechoty zmotoryzowanej z 5 samochodami pancernymi BA-64
  - pluton techniczny
  - ambulatorium
  - kwatermistrzostwo
- Batalion Saperów (319)
  - drużyna dowodzenia
  - 3 x kompanie saperów
  - pluton samochodowy
  - pluton sprzętu przeprawowego
  - pluton szkolny
  - ambulatorium
  - kwatermistrzostwo
- Dywizjon Artylerii Przeciwlotniczej (348) liczący 21 armat plot 37 mm
  - pluton dowodzenia
  - 3 baterie artylerii przeciwlotniczej po 7 armat plot 37 mm
  - pluton szkolny
  - warsztat i magazyn artyleryjski pluton samochodowy
  - kwatermistrzostwo
  - ambulatorium
- Batalion Łączności (282) liczący 12 radiostacji
  - kompania dowodzenia z 2 czołgami dowództwa dywizji T-34-85
  - kompania radiowa
  - pluton telefoniczny
  - kompania szkolna
  - pluton samochodowy
  - warsztat i magazyn techniczny
  - ambulatorium
  - kwatermistrzostwo
- Kompania Samochodowa (47):
  - pluton samochodów ciężarowych
  - drużyna samochodów osobowych warsztat remontowy
- Ruchomy Warsztat Naprawy Czołgów
  - pluton naprawy czołgów
  - pluton robót specjalnych,
  - szkolna kompania młodszych specjalistów
- Ruchomy Warsztat Naprawy Samochodów
  - pluton montażowo - demontażowy,
  - pluton robót specjalnych
- Ruchomy Warsztat Naprawy Sprzętu Artyleryjskiego
  - drużyna na prawy broni maszynowej
  - drużyna naprawy sprzętu artyleryjskiego

Razem w Dywizji Zmechanizowanej:
- 867 oficerów
- 2304 podoficerów
- 5 055 szeregowych,

łącznie 8226 żołnierzy;
- 150 czołgów średnich T-34-85,
- 22 działa pancerne ISU- 122,
- 15 samochodów pancernych BA-64,
- 61 samochodów osobowo-terenowych,
- 371 samochodów ciężarowych,
- 147 ciągników samochodowych,
- 104 samochody specjalne,
- 4 ciągniki pancerne T-34
- 26 haubic 122 mm,
- 40 armat 76 mm ZIS-3,
- 9 armat 57 mm ZIS-2,
- 54 moździerze 120 mm,
- 40 moździerzy 82 mm,
- 21 armat plot 37 mm
- 58 ciężkich karabinów maszynowych,
- 170 ręcznych karabinów maszynowych,
- 3614 pistoletów maszynowych,
- 2503 karabinów.

Źródło: J. Kajetanowicz, Zmiany struktur organizacyjnych Dywizji Zmechanizowanych...,